# Ivã IV da Rússia
Ivã IV Vasilyeviche (Kolomenskoye, 25 de agosto de 1530 – Moscou, 28 de março de 1584), apelidado de Ivã, o Terrível, foi o último Grão-Príncipe de Moscou de 1533 até a fundação do Czarado da Rússia em 1547, continuando a reinar como seu czar até sua morte. Era filho do grão-príncipe Basílio III e sua segunda esposa Helena Glinskaia.
Seu longo reinado viu as conquistas do Canato de Cazã, Canato de Astracã e Canato da Sibéria, transformando a Rússia num estado multiétnico e multirreligioso abrangendo quase um bilhão de hectares, cerca de 4 046 856 km² (1 562 500 sq mi). Ivã conquistou o progresso do Estado, transformando uma sociedade medieval num império e emergente potência regional, além de se tornar o primeiro a ser coroado como Czar de todas as Rússias.
Diversas fontes históricas descrevem a personalidade de Ivã como complexa, sendo descrito como inteligente e piedoso, com acessos de raiva e surtos esporádicos de transtornos mentais. Num desses ataques assassinou seu herdeiro ao trono, Ivã. Tal fato transmitiu o czarismo para o filho mais novo de Ivã, Teodoro I, com deficiência mental. Ivã IV deixou um legado multifacetado: foi um hábil diplomata, patrono das artes e comércio, fundador da Moscow Print Yard, líder muito popular entre as pessoas comuns da Rússia, mas também lembrado por sua paranoia e indiscutivelmente por seu tratamento rígido com a nobreza.

## Alcunha
A palavra terrível é geralmente mais utilizada para traduzir o apelido de Ivã em russo, grozny, porém seu uso moderno leva a uma conotação pejorativa de mau ou mal, o que não representa com precisão seu significado pretendido. O significado original de grozny está mais próximo de "inspira terror", "perigoso", "formidável" ou "ameaçador, duro, rigoroso, autoritário". Vladimir Dal define grozny como o uso arcaico específico de um epítecto dos czares: "corajosos, magníficos, magistrais, mantendo os inimigos em medo, mas levando as pessoas com obediência". Outras traduções também foram sugeridas por estudiosos modernos.

## Início da vida
Ivã nasceu em Kolomenskoye, durante o reinado de seu pai Basílio III. Quando Ivã possuía três anos, seu pai morreu vítima de um furúnculo, uma inflamação na perna que evoluiu para Sepse. Logo, Ivã foi proclamado Grão-Príncipe de Moscou, a pedido do pai. No início de seu reinado, sua mãe Elena Glinskaya, atuou como regente, mas logo faleceu quando Ivã possuía apenas oito anos. Muitos historiadores aceitam a possibilidade de ela ter sido assassinada por envenenamento. Cartas de Ivã muitas vezes relatavam negligências e ofensas dos boiardos e das famílias poderosas Shuysky e Belsky.
Em 16 de Janeiro de 1547, quando Ivã tinha 16 anos, foi coroado com o gorro Monômaco na Catedral da Dormição. Ivã IV foi a primeira pessoa a receber o título de czar e grão-príncipe de toda a Rússia, afirmando sua ascendência Rus. Antes disso, os governantes da Moscóvia eram coroados apenas como grão-príncipes, apesar de Ivã III, seu avô, também ser denominado "czar". O título czar foi adoptado por Ivã IV da Rússia como um símbolo da natureza da monarquia russa.
Ao ser coroado czar, Ivã introduziu a monarquia czarista na Rússia enviando uma mensagem para todo o mundo e para toda a Rússia: seria o único governante supremo do país, e a sua vontade não deveria ser questionada. O novo título simbolizava uma assunção de poderes equivalentes aos de imperador bizantino e paralelos aos do tártaro cã. O efeito político foi para a elevação da posição de Ivã. O novo título não só garantiu o trono, mas também concedeu a Ivã uma nova dimensão de poder, intimamente ligada a religião. Era considerado um líder "divino", nomeado para decretar a vontade de Deus, textos da igreja descreviam os reis do Antigo Testamento como "czares" e Cristo como o czar celestial. O jovem czar passou a estabelecer, como desejava, um estado cristão baseado nos princípios da justiça.

## Política interna
Apesar das calamidades como o grande incêndio de Moscou em 1547, a primeira parte do reinado de Ivã dedicou-se a reformas e modernização pacíficas. Ivã revisou o código de lei Sudébnik de 1550, fundou o exército permanente (Streltsy)  estabeleceu o Zemsky Sobor (primeiro parlamento dos estados feudais), o conselho dos nobres e confirmou a posição da Igreja com o Livro dos cem capítulos, que unificou os rituais e normas eclesiásticas de todo o país. Ele introduziu autogovernos locais nas regiões rurais, principalmente no nordeste da Rússia, povoado por camponeses.
Em 1553, por ordem de Ivã, foi criada o primeiro Pátio de Impressão de Moscou (Moscow Print Yard), e a imprensa foi introduzida na Rússia. Foram impressos muitos livros religiosos em russo entre 1550 e 1560. A nova tecnologia provocou o descontentamento dos tradicionais escribas, o que levou o pátio de impressão a um incêndio criminoso, sendo os primeiros impressores, Ivan Fedorov e Pyotr Mstislavets forçados a fugir de Moscou para o Grão-Ducado da Lituânia. No entanto, a impressão foi retomada em 1568 por Andronik Timofeevich Nevezha e seu filho, dirigindo o Pátio de Impressão.
Para comemorar a captura de Cazã e Astracã, Ivã construiu a Catedral de São Basílio. Certa lenda diz que o arquitecto Postnik Yakovlev ficou tão impressionado com a estrutura que tornou-se cego, pois jamais poderia projectar algo tão belo novamente. Na realidade, Yakovlev projectou mais igrejas para Ivã, além das muralhas do Kremlin de Cazã, no início da década de 1560, bem como a capela sobre o túmulo de São Basílio onde posteriormente foi adicionado à Catedral de São Basílio, em 1588, vários anos depois da morte de Ivã. Embora mais de um arquitecto fossem associados a estas construções, acredita-se que o arquitecto principal seja Postnik Yakovlev.
Outros eventos deste período incluem a introdução das primeiras leis que restringiam a mobilidade dos camponeses, o que os levaria à servidão.

### Opríchnina
Os anos 1560 trouxeram dificuldades para a Rússia, fato que levou uma mudança dramática nas políticas de Ivã. A Rússia foi devastada por uma combinação de seca e fome, ataques polaco-lituanos, invasões tártaras e o bloqueio marítimo-comercial dos suecos, poloneses e da Liga Hanseática. Sua primeira esposa, Anastácia Romanovna, morreu em 1560, por suspeita de envenenamento. Esta tragédia pessoal afectou profundamente a personalidade de Ivã, magoando-o muito, se não sua saúde mental. Paralelamente, um dos conselheiros de Ivã, o príncipe Andrei Kurbsky desertou para os lituanos, e assumiu o comando das tropas lituanas, devastando a região russa de Velikiye Luki. A série de traições fez com que Ivã suspeitasse da nobreza paranoicamente.

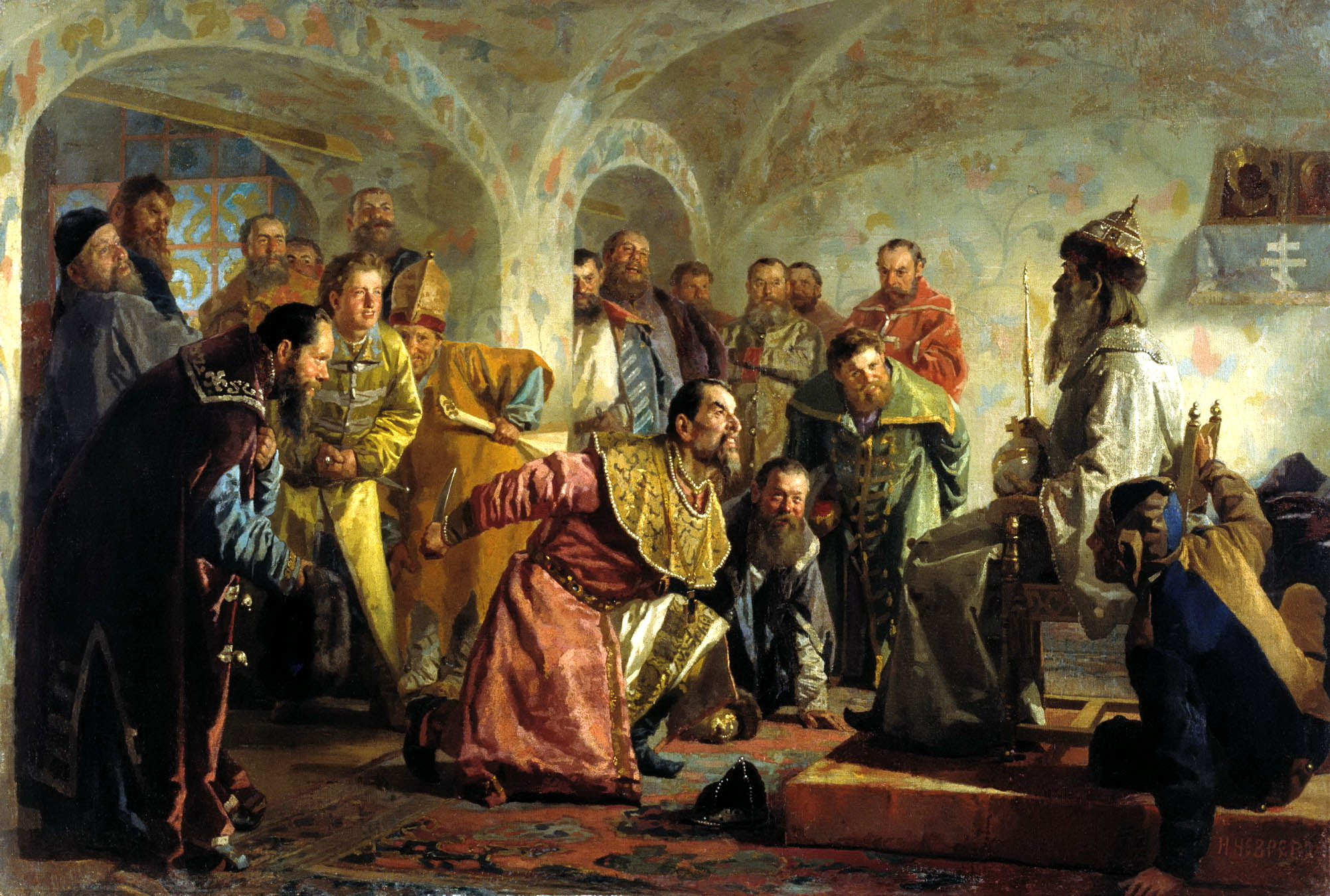
A Opríchnina por Nikolai Nevrev. A pintura exprime os últimos minutos do boiardo Feodorov, preso por traição. Para zombar de suas supostas ambições do título do czar, o nobre recebeu os trajes de czar antes da execução.

Em 3 de Dezembro de 1564, Ivã partiu de Moscou para Alexandrov, Vladimir Oblast. De lá, enviou duas cartas onde anunciava a sua abdicação alegando apropriação indébita e traição da aristocracia e do clero. O tribunal boiardo foi incapaz de governar por temer a ira dos cidadãos moscovitas. Um enviado boiardo partiu para Aleksandrova para implorar o retorno de Ivã. Ivã concordou em voltar na condição de Monarquia absoluta. Ele exigiu o poder de executar e confiscar os bens de traidores, sem interferências do conselho boiardo ou da igreja. Diante disso, Ivã decretou a criação da Opríchnina.
A Opríchnina consistia em um território independente dentro das fronteiras da Rússia, principalmente ao norte, na República da Novogárdia. Ivã detinha o poder exclusivo sobe a Opríchnina. Ivã também recrutou uma guarda pessoal denominada Oprichniks, originalmente composta de mil homens. As oprichniks eram chefiadas por Malyuta Skuratov, e um notável oprichnik era o aventureiro alemão Heinrich von Staden. Os oprichnik gozavam de privilégios sociais e econômicos sob a oprichnina, pois deviam sua fidelidade a Ivã, e não à hereditariedade ou títulos locais.
A primeira onda de perseguições teve principal alvo aos clãs principescos da Rússia, nomeadamente as famílias influentes de Suzdal’. Ivã executou, exilou ou tonsurou à força proeminentes membros dos clãs boiardos sobre acusações questionáveis de conspiração. Entre os membros foram executados Philip II, de Moscou e o proeminente senhor da guerra Alexander Gorbatyi-Shuisky. Em 1566, Ivã estendeu a Oprichnina para oito distritos centrais. Dos 12 000 nobres, 570 tornaram-se oprichniks e os demais foram expulsos.

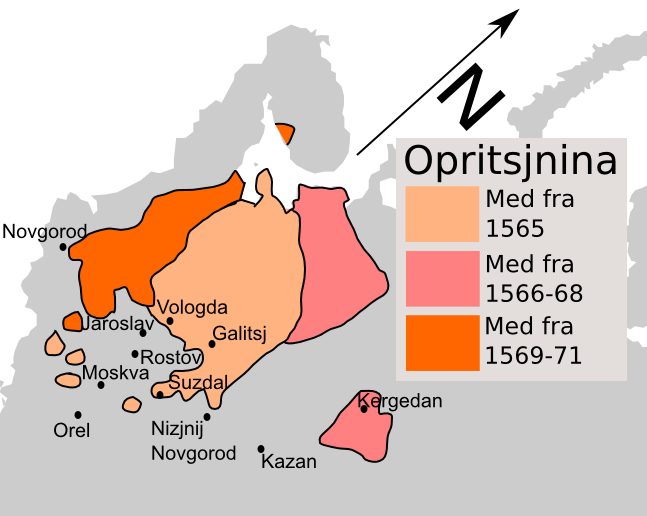
Território russo sob domínio da Opríchnina entre 1565 e 1572.

Sob o novo sistema político, os Oprichnik receberam grandes propriedades, tomando praticamente todos os camponeses que possuíam e forçando-os a pagar em um ano tudo quanto deviam em dez anos. Tal grau de opressão resultou num aumento da fuga de camponeses, que por sua vez conduziu a uma queda na produção global.

### Saque da Novogárdia
As condições na Oprichnina foram agravadas pela peste de 1570 que matou cerca de 10 mil pessoas em Novogárdia Magna. Em Moscou matou entre 600 e 1 000 diariamente. Durante estas condições de epidemia, bem como a fome e a guerra da Livônia em curso, Ivã começou a suspeitar de que os nobres da rica cidade de Novogárdia estavam planejando esta falha, colocando a cidade no controle do Grão-Ducado da Lituânia. Em 1570, Ivã ordenou a Oprichnik a invasão da cidade. Os Oprichnik queimaram e saquearam a cidade e aldeias circundantes, de tal modo que a cidade nunca mais recuperou a antiga importância.
O número de vítimas varia muito em diversas fontes. A Primeira Crônica Pskov estima um número de vítimas superior a 60 mil. No entanto, o número oficial de mortos é de 1 500 nobres e o mesmo número de pessoas menores. Muitos pesquisadores modernos estimam que o número de vítimas esteja na faixa de 2 000 a 3 000. Muitos sobreviventes foram deportados.

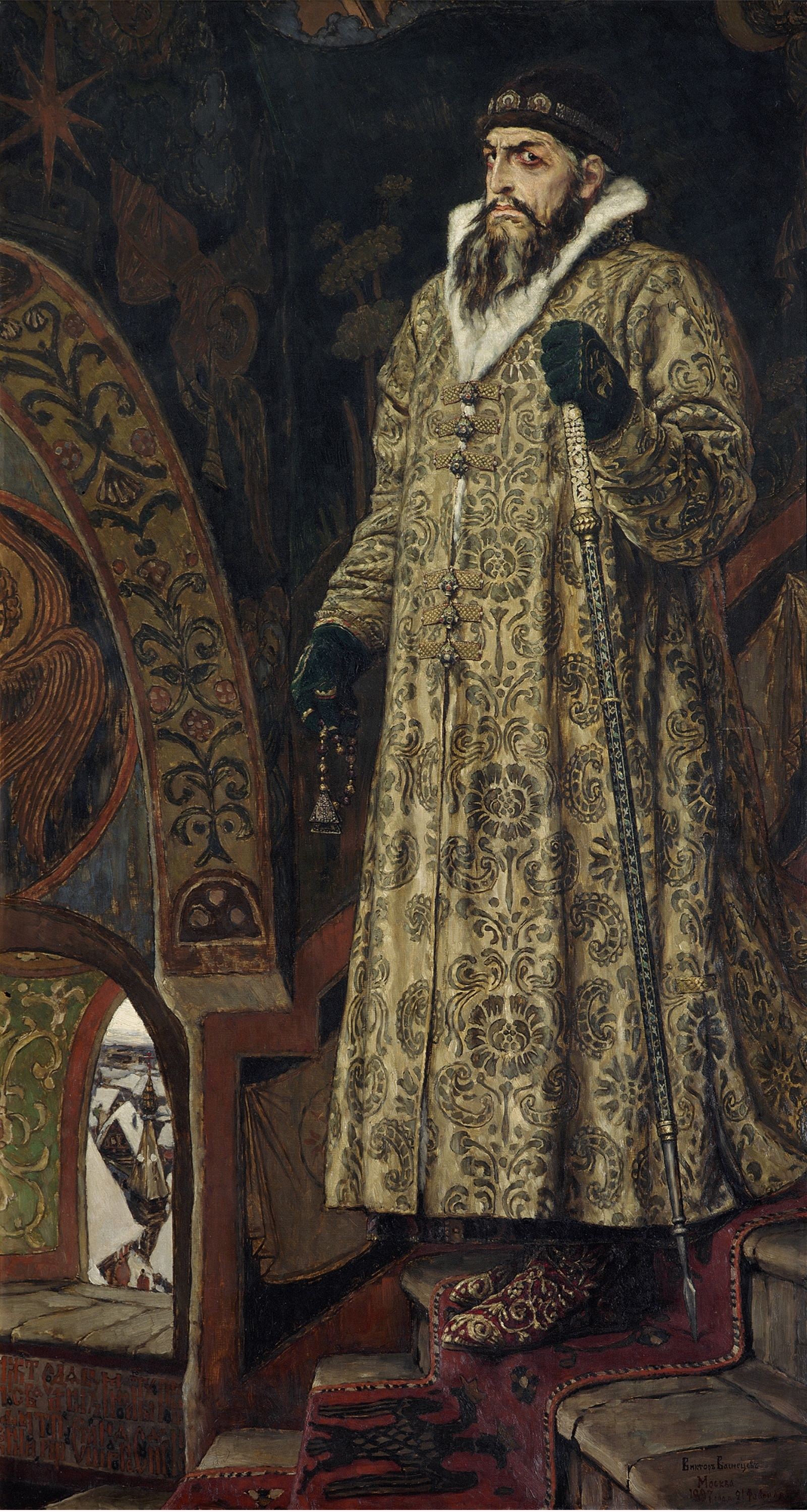
Retrato de Ivã IV por Viktor Vasnetsov, 1897 (Galeria Tretyakov, Moscou).

A Oprichnina não durou muito tempo após o saque. Os oprichniks não conseguiram provarem-se dignos contra um exército regular durante a guerra da Crimeia de 1571-1572. Ivã aboliu a Oprichnina em 1572, executando seus líderes e indo tão longe ao ponto de negar que a organização jamais tivesse existido.

## Política externa

### Diplomacia e comércio
Em 1547 o representante de Ivã, Hans Schlitte recrutou artesãos na Alemanha para que trabalhassem na Rússia. Porém, estes foram presos em Lübeck a pedido da Livônia e Polônia. As empresas mercantes alemãs ignoraram o novo porto construído em 1550, Ivangorod, no rio Narva, continuando a entregar suas mercadorias nos portos do Mar Báltico de propriedade da Livonia. Logo a Rússia permaneceu isolada no comércio marítimo.
Ivã estabeleceu laços muito estreitos com a Inglaterra. As relações russo-inglesas começaram em 1553, quando Richard Chancellor navegou pelo Mar Branco e continuou por terra até Moscou. Após seu retorno a Inglaterra em 1555, formou a Companhia de Moscóvia com Sebastian Cabot, Sir Hugh Willoughby e outros comerciantes de Londres. Ivã IV abriu o Mar Branco e o porto de Arcangel a Companhia, e garantiu privilégios para que a empresa comercializasse por todo o seu reinado, sem o pagamento padrão das taxas de alfândega.
Usando os comerciantes ingleses, Ivã envolveu-se numa longa correspondência com a rainha Isabel I. Enquanto a rainha focava-se no comércio, Ivã interessava-se por uma aliança militar. Durante suas relações conturbadas com os boiardos, o czar ainda garantiu um asilo na Inglaterra.
Ivã correspondeu-se também com outros líderes ortodoxos do exterior. Em resposta a uma carta do patriarca Joachim de Alexandria pedindo assistência financeira ao czar, para o Mosteiro de Santa Catarina no Sinai, que sofria com os Turcos, Ivã IV enviou uma delegação ao Egito em 1558, liderada pelo arquidiácono Gennady que, no entanto, morreu em Constantinopla, antes que pudesse chegar ao Egito. A partir de então, a embaixada foi chefiada pelo comerciante Smolenskiano Vasily Poznyakov. A delegação de Poznyakov visitou Alexandria, Cairo e o Sinai, levando um casaco de pele e um ícone enviados pelo czar, além do interessante relato de seus 2 anos e meio de viagens.

### Conquista de Cazã e Astracã
Veja Também: Invasão Russa contra o Canato de Astracã (1554-1556)
Enquanto Ivã IV era criança, os exércitos do Canato de Cazã invadiram repetidamente o nordeste da Rússia. Na década de 1530, o cã da Crimeia formou uma aliança ofensiva com Safa Giray, do cã Cazã, seu dependente. Quando Safa Giray invadiu a Moscávia em Dezembro de 1540, os russos usaram tártaros do Catanato de Qasim para contê-los. Safa Giray foi barrado em Murom e foi forçado a retirar-se para suas próprias fronteiras.

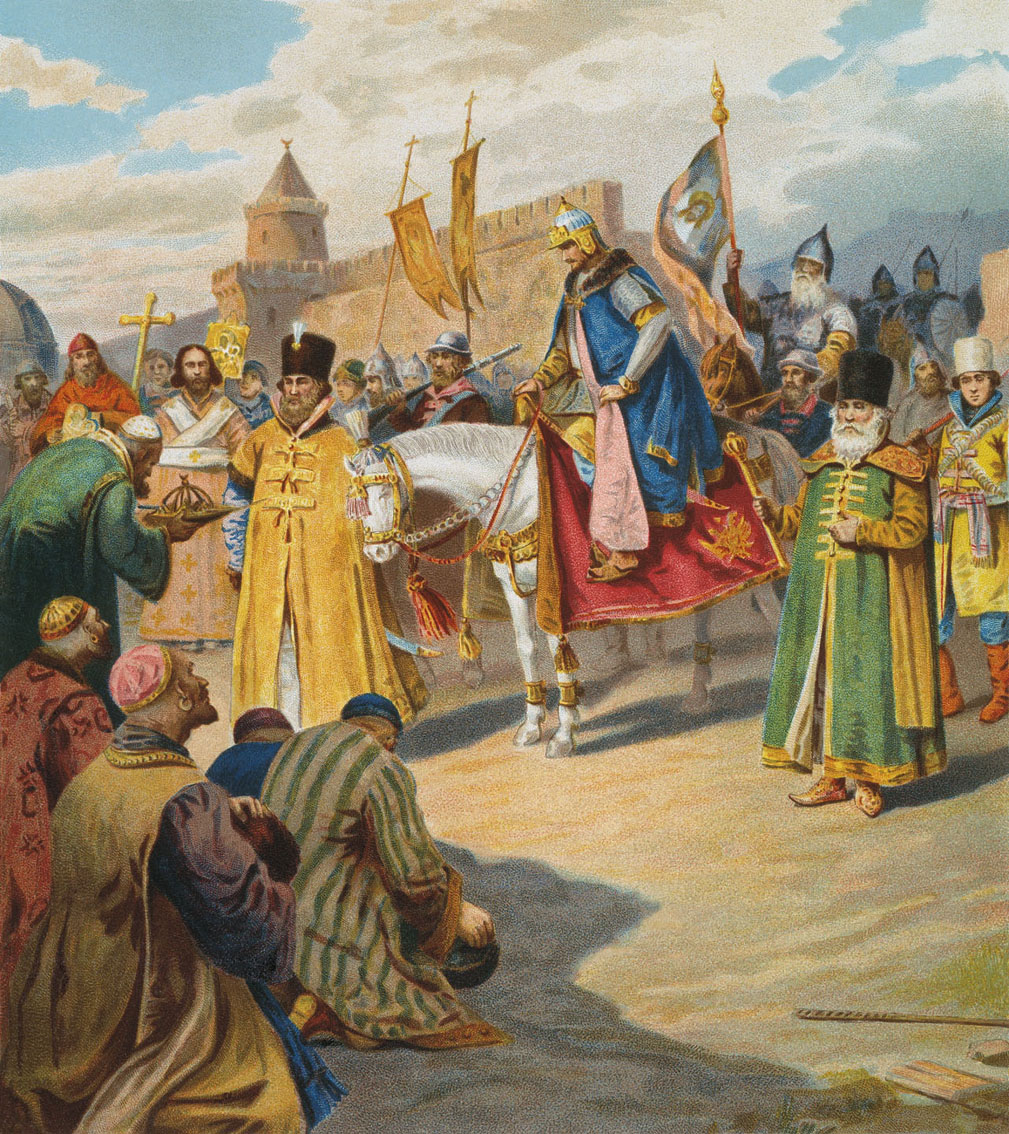
Ivã IV dentro das fortificações de Cazã, por Pyotr Korovin.

Esses reveses minaram a autoridade de Giray em Cazã. Um partido pró-Rússia, representado por Shahghali, ganhou apoio popular suficiente para tentar assumir o trono Cazã. Em 1545, Ivã montou uma expedição ao rio Volga para mostrar seu apoio às facções pró-russia.
Logo em 1551, o czar enviou seus emissários ao encontro da Horda Nogai prometendo manter a neutralidade durante a guerra iminente. Logo os Udmurtes também se submeteram a autoridade russa. Em 1551, a fortaleza de madeira Sviyazhsk foi transportada pelo rio Volga de Uglitch para Cazã. O forte foi usado pelos russos como palácio das armas durante a campanha decisiva em 1552.
Em 16 de Junho de 1552 Ivã levou um forte exército composto de 150 mil homens para Cazã. Ele encorajava seu exército com o exemplo da Rainha Tamara I, descrevendo-a como: "A rainha mais sábia da Ibéria, dotada da inteligência e coragem dos homens". O último cerco a capital tártara foi iniciado em 30 de agosto. Sob a supervisão do príncipe Alexander Gorbatyi-Shuisky, os russos usaram aríetes, torres de cerco, minas e 150 canhões. Os russos também contavam com a vantagem de possuírem eficientes engenheiros militares. O abastecimento de água da cidade foi cortado e seus muros foram violados. Cazã, caiu em 2 de outubro. Suas fortificações foram destruídas e uma grande parte da população massacrada. Entre 60 e 100 mil prisioneiros russos e escravos foram libertados. O czar comemorou sua vitória sobre Cazã construindo várias igrejas com características orientais, dentre elas a mais famosa é a Catedral de São Basílio, na Praça Vermelha de Moscou.
A queda de Cazã teve como principal efeito a pura e simples anexação do Volga Médio. Os basquírios aceitaram a autoridade de Ivã IV dois anos depois. Em 1556 Ivã destruiu o maior mercado de escravos do rio Volga e anexou o Canato de Astracã. Estas conquistas complicaram as migrações das agressivas hordas nômades da Ásia para a Europa através do Volga. Como resultado das campanhas em Cazã, a Moscóvia foi transformada num estado multinacional e multi-religioso.

### Guerra russo-turca
O Casus belli foi o Canato de Astracã recém-conquistado por Ivã, que possuía uma importante fortaleza construída sobre uma colina íngreme com vista para o Volga, a fortaleza de Sarquel. Em 1568 o grão-vizir Socolu Memede Paxá, verdadeiro poder no governo do Império Otomano do Sultão Selim, iniciou a primeira batalha com seu futuro rival do norte. Um plano de juntar os rios Volga e Don foi traçado em Constantinopla e no Verão de 1569 uma grande força com 1 500 janízaros, 2 mil Sipahis e milhares de Azaps e Akıncıs, sob comando de Casim Paxá, começou o cerco ao canal, à medida que a frota otomana rapidamente sitiava Azov.
No início de 1570, após perderem seu forte sobre o rio Terek, os embaixadores de Ivã concluíram um tratado em Constantinopla que permitia o acesso dos comerciantes muçulmanos através de Astracã e que restabeleceu relações amistosas entre o sultão e o czar.

### Guerra da Livônia
Na tentativa de obter o acesso das suas principais rotas comerciais ao Mar Báltico, Ivã fez uma última tentativa de expansão em direcção ao mar sem sucesso, após 24 anos de guerra na Livônia, lutando contra suecos, lituanos, poloneses e a Ordem Teutónica da Livônia. Havendo rejeitado as propostas de paz de seus inimigos, Ivã IV encontrou-se numa posição difícil em 1579. Muitos refugiados foram deportados, além dos efeitos das epidemias e seca que causaram muitas perdas de vidas.

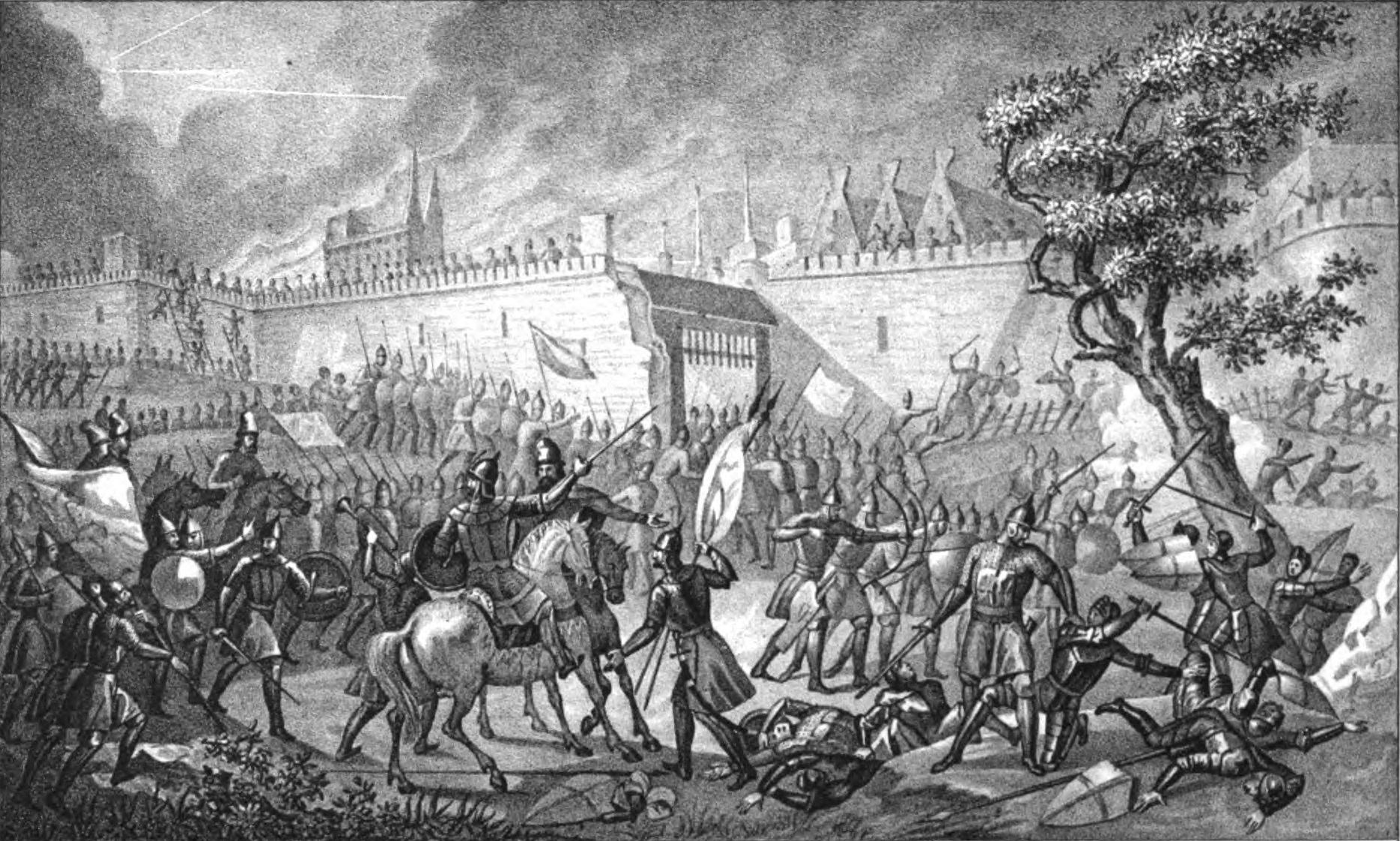
O cerco de Narva em 1558, por Boris Chorikov, 1836.

Ao todo, a guerra prolongada quase destruiu a economia moscovita, além das Oprichninas que quase destruíram o governo russo. Ao mesmo tempo o Grão-Ducado da Lituânia uniu forças com o Reino da Polônia através da União de Lublin gerando a República das Duas Nações, que adquiriu um líder energético, Estêvão Báthory, que foi apoiado pelo inimigo do sul, o Império Otomano. Logo, o reino de Ivã IV foi comprimido por duas das maiores potências da época.
Após o fracasso das negociações de Ivã, Batory lançou uma série de ofensivas contra a Moscóvia nas campanhas de 1579-1581, tentando roubar o Reino da Livônia dos territórios moscovitas. Durante sua primeira ofensiva, em 1579, Batory retomou Polotsk com 22 mil homens. Na segunda, em 1580, tomou Velikiye Luki com 29 mil. Finalmente, começou o cerco a Pskov em 1581 com um exército de 100 mil homens. Narva na Estônia foi conquistada pela Suécia em 1581.
Ao contrário da Suécia e Polônia, a Dinamarca sob o reinado de Frederico II teve dificuldades em manter a luta contra a Moscóvia. Frederico chegou a um acordo com João III da Suécia, transferindo os títulos dinamarqueses e livonianos a ele. A Moscóvia reconheceu o controle polaco-lituano da Livônia apenas em 1582. Em 1583, após a morte de Magno da Dinamarca, irmão de Frederico II, a Polônia invadiu seus territórios no Ducado da Curlândia e Semigália e Frederico decidiu vender seus direitos de herança. Assim, com excepção da ilha de Saaremaa a Dinamarca ficou fora da região Báltica até 1585.

### Guerra Russo-Crimeia
Nos anos finais do reinado de Ivã, as fronteiras meridionais da Moscóvia foram agitadas pelo avanço tártaro da Crimeia. O cã Devlet I Giray da Crimeia atacou repetidas vezes a região de Moscou. Em 1571, o exército de 40 mil Criméios e Turcos avançaram em larga escala. Devido contínua guerra da Livônia, Moscou contava com menos de 6 mil defensores, o que não poderia atrasar o avanço tártaro. Sem resistência, Devlet devastou cidades e aldeias desprotegidas ao redor de Moscou, além de atear fogo à cidade. Historiadores estimam um número de mortos pelo incêndio entre 10 e 80 mil pessoas.
Para adquirir a paz, Ivã foi forçado a renunciar seus direitos sobre Astracã em favor do Canato da Crimeia.  Tal fato irritou Ivã IV, que deu novas ordens e preparou seu reinado entre 1571 e 1572. Além da fortificação de Zasechnaya cherta outras novas fortalezas foram criadas além do rio Oca, assim redefinindo a fronteira.
No ano seguinte, Devlet lançou um novo ataque a Moscou, dessa vez com mais de 120 000 homens equipados por canhões e reforçados por janízaros. Em 26 de Julho de 1572 a horda atravessou o rio Oka, próximo a Serpukhov destruindo a vanguarda russa de 200 homens nobres e avançando em direcção a Moscou.
O exército russo, liderado pelo Príncipe Mikhail Vorotynsky, possuía metade do tamanho, estima-se entre 60 e 70 mil homens, no entanto, era formado pelos experientes Streltsys, equipados com armas de fogo modernas e Gulyay-gorod. Em 30 de Julho, as duas forças entraram em confronto nas proximidades do Rio Lopasnya, onde aconteceu a Batalha de Molodi, que continuou por mais uma semana. O resultado foi uma decisiva vitória russa. A horda Criméia foi dizimada tão completamente que o sultão otomano e o cã da Crimeia, seu vassalo, tiveram que desistir de seus planos ambiciosos de expansão para o norte da Rússia.

### A conquista da Sibéria

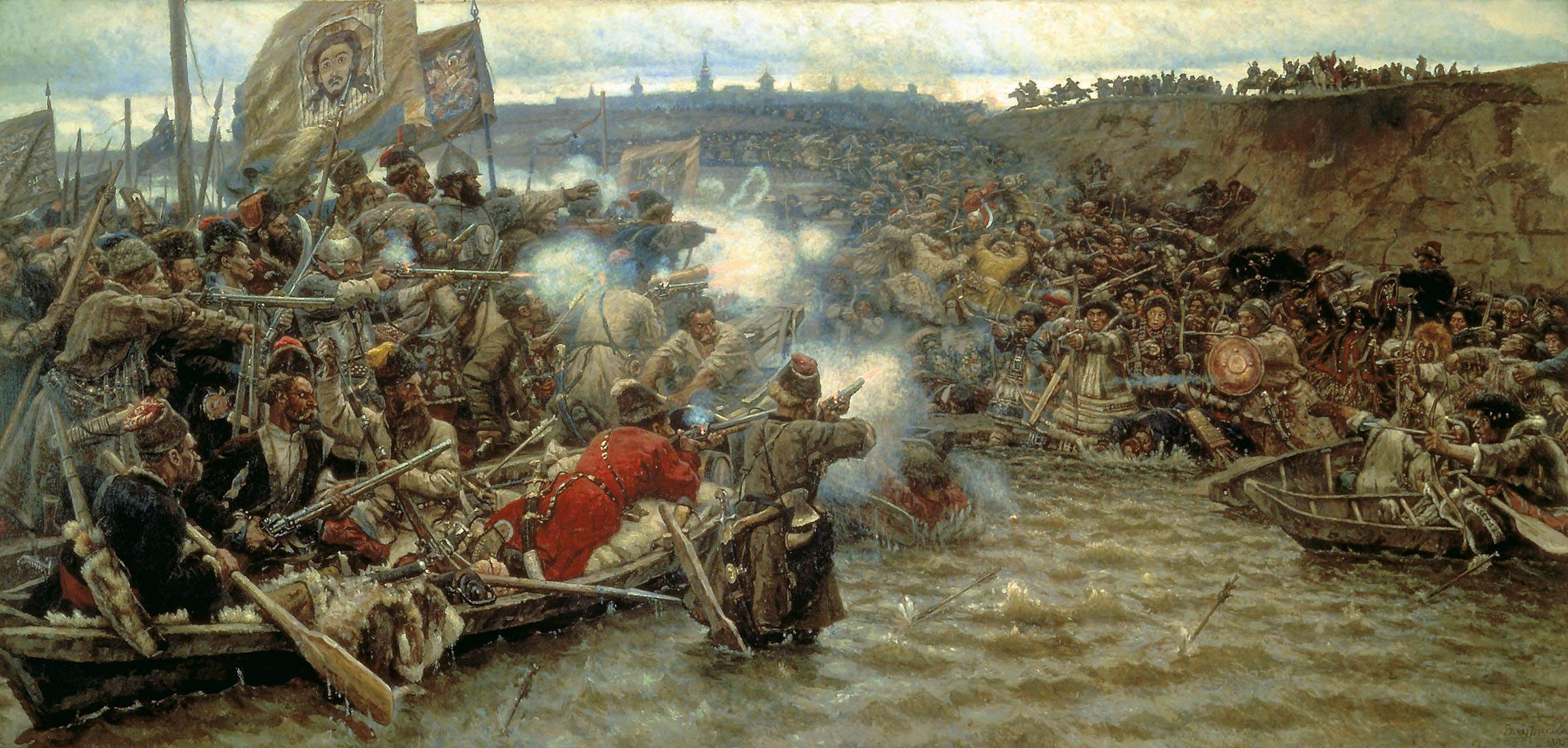
Yermak Conquista a Sibéria, uma pintura de Vasily Surikov.

Durante o reinado de Ivã, a Rússia começou a exploração e colonização em larga escala da Sibéria. Em 1555, após a conquista de Cazã, o cã Yadegar e Nogai declararam sua lealdade a Ivã, na esperança de uma futura ajuda contra seus oponentes. No entanto Yadegar não conseguiu reunir a soma total de tributos prometidos ao czar, logo, Ivã não salvou seu vassalo ineficiente. Em 1563 Yadegar foi derrotado pelo cã Kutchum, e este último negou qualquer tributo a Moscóvia.
Em 1558, Ivã deu uma carta patente à família de comerciantes Stroganov para colonização na região abundante ao longo do rio Kama, e posteriormente em 1574 as terras ao longo dos Montes Urais, e ao longo dos rios Tura e Tobol. A família também recebeu a permissão de construir fortalezas ao longo dos rios Ob e Irtich. Por volta de 1577, os Stroganovs contrataram o líder cossaco Yermak Timofeievitch para proteger suas terras dos ataques do Cã siberiano Kuchum.
Em 1580, Yermak iniciou sua conquista à Sibéria. Com cerca de 540 cossacos, começou a penetrar nos territórios de Kuchum. Yermak pressionou e convenceu várias tribos de base familiar a mudança de suas lealdades, para que se tornassem aliados da Rússia. Alguns concordavam voluntariamente, porém outros por passarem a melhores condições as de quando estavam com Kuchum, foram forçados. Ele também estabeleceu fortalezas distantes nas terras recém-conquistadas. A campanha foi bem-sucedida e os cossacos conseguiram derrotar o exército da Sibéria na Batalha de Chuvash, porém Yermak ainda necessitava de reforços. Ele enviou um emissário para Ivã IV com uma mensagem proclamando que Yermak havia conquistado uma parte da Sibéria para a Rússia, para desespero dos Stroganov, que planejavam manter a Sibéria para si somente. Ivã concordou em enviar os reforços pedidos em soldados Streltsy. Logo depois as conquistas de Yermak expandiram o império de Ivã para leste, permitindo Ivã ser chamado "czar da Sibéria" nos seus últimos anos no czanato.

## Vida pessoal

### Esposas

#### Anastácia Romanova Zacarina
Anastácia Romanova Zacarina foi a primeira mulher do czar Ivã IV e a primeira czarina da Rússia. Era filha do boiardo Roman Yurievich Zakharyin-Yuriev, que deu o seu nome à Dinastia Romanov de monarcas russos, e de Juliana Ivanovna. Anastácia foi escolhida para noiva de Ivã dentre um grande número de candidatas possíveis, levadas ao Kremlin especificamente para o processo de selecção. Todas as famílias nobres de toda a Rússia receberam convites para apresentar jovens a candidatura. Anastácia e Ivã casaram-se em 3 de fevereiro de 1547 na Catedral da Anunciação. Tiveram seis filhos:

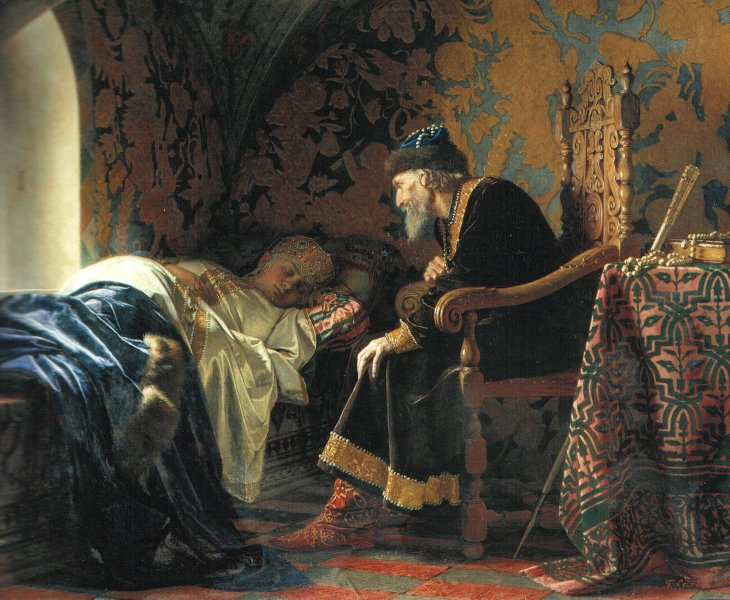
O Czar Ivã IV admira sua sexta esposa, Basília Melentyeva. Pintura de 1875, por Grigory Semyonovich Sedov

1. Ana (10 de agosto de 1548 - 20 de julho de 1550);
2. Maria (17 de março de 1551 - jovem);
3. Demétrio (Outubro de 1552 - 26 de junho de 1553);
4. Ivã (28 de março de 1554 - 19 de novembro de 1581);
5. Eudóxia (26 de fevereiro de 1556 - junho de 1558);
6. Teodoro I da Rússia (31 de maio de 1557 - 6 de janeiro de 1598).

Supõe-se que Anastácia tenha exercido uma influência moderadora no temperamento volátil e violento de Ivã. No Verão de 1560, caiu doente e em consequência disso e Ivã sofreu um grave colapso emocional em que suspeitava que Anastácia tivesse sido vítima de acções malévolas onde tinha sido envenenada pelos boiardos. Embora na época não existissem provas de tal crime, Ivã mandou torturar e executar um grande número de boiardos, contra quem já tinha ódio devido aos abusos cometidos contra si durante a sua infância. Exames aos restos mortais de Anastácia no final do século XX feitos por arqueólogos e cientistas forenses do departamento arqueológico dos museus do Kremlin encontraram provas de envenenamento em seus restos mortais.

#### Maria Temriukovna
Anastácia morreu em 7 de Agosto de 1560. Após sua morte, Ivã casou-se com Maria Temriukovna em 21 de agosto de 1561, quatro dias antes de seu 31º aniversário. Ele era tão apaixonado pela beleza de Maria, que decidiu se casar com ela imediatamente, fato que Ivã chegou a lamentar-se depois, pois Maria provou-se analfabeta e de personalidade vingativa. Ela nunca se integrou totalmente aos modos de vida e foi considerada uma fraca madrasta para os dois filhos de Ivã, Teodoro e Ivã.
Maria deu à luz um filho, chamado Basílio, mesmo nome de seu sogro, em 21 de Março de 1563, mas a criança faleceu em 3 de maio do mesmo ano. Maria foi odiada por seus súditos, que acreditavam que Maria possuísse o comportamento de uma bruxa manipuladora. Temryukovna faleceu em 1 de setembro de 1569. Alguns historiadores argumentam que ela foi a primeira pessoa que incitou o marido para formar os Oprichniks.

#### Marfa Sobakina
Marfa Sobakina foi a terceira esposa de Ivã. Filha de um comerciante de Novogárdia, Marfa foi seleccionada por Ivã entre as 12 finalistas. Poucos dias depois de sua selecção, Marfa começou a sucumbir a uma doença misteriosa. Havia rumores que ela involuntariamente foi envenenada por sua mãe, que lhe deu uma poção supostamente destinada a aumentar a sua fertilidade. Apesar da rápida perda de peso, Marfa, no entanto, casou-se com Ivã em 28 de outubro de 1571 em Aleksandrovska Sloboda. Marfa morreu alguns dias mais tarde, em 13 de novembro. A morte dela aumentou ainda mais a paranoia do marido, pois ela tinha falecido no que era para ser uma fortaleza inexpugnável, cercada de súditos leais. Ivã, lembrando-se da morte de sua primeira esposa, imediatamente suspeitou de assassinato por envenenamento e condenou à morte, muitos de seus súditos, incluindo Mikail Temjruk (irmão da esposa anterior) que foi empalado.

#### Ana Alexeievna Koltovskaya
Após a súbita morte de sua terceira esposa, Ivã teve dificuldades na obtenção de um novo casamento, devido às leis da Igreja Ortodoxa Russa que proibia mais que três casamentos. Ivã não admitiu, alegando não chegar a consumar o casamento. Ele se casou com Ana Alexeievna Koltovskaya, filha de cortesãos, sem pedir a bênção da igreja em 29 de abril de 1572. Ivã organizou uma reunião na Igreja da Assunção onde fez um discurso emocionado que levou os prelados às lágrimas. Eles concordaram em casamento de Ivã, embora na condição de que ele não frequentasse a igreja até a Páscoa e que uma vez por ano gastasse seu tempo com penitências. A lua de mel do casal aconteceu em Novogárdia, local em que dois anos antes havia sido dizimado por Ivã no Saque da Novogárdia.
Após dois anos de casamento, Ivã começou a se cansar de sua esposa, por sua esterilidade. Ele a repudiou mandou-a para o convento de Vedenski-Tikhvinski onde ela assumiu o nome de mosteiro de Daria. Apenas ela e Maria Nagaya, oitava esposa de Ivã, o Terrível, viveram mais tempo que o czar.

#### Ana Vasilychikova
Ana Vasilychikova foi a quinta esposa de Ivã, o Terrível. Muito pouco se sabe sobre seu passado. Casou-se com Ivã em janeiro de 1575 sem a bênção do Conselho eclesiástico da Igreja Ortodoxa Russa. Ela foi repudiada por seu marido e foi torturada e enviada a um mosteiro. A data da sua morte é incerta, tendo sido descrita entre 1576–77. Fontes indicam que ela recebeu uma morte violenta, provavelmente torturada por ordens de seu marido.

#### Basília Melentyeva
Ivã viveu com Basília Melentyeva a partir de 1575, embora comumente considerada como sua esposa. Ivã considerava-a bela e de índole doce, mas descobriu alguns meses depois do casamento que ela havia tido um caso com o príncipe Devletev. Ivã forçou Basília a assistir seu amante ser empalado e como punição, a confinou a vida no claustro.

#### Maria Dolgorukaya
Ela não suportava o czar nem qualquer criança, logo foi encontrada com um amante. O czar a afogou.

#### Maria Nagaya
Maria casou-se com Ivã IV em 1581 e um ano depois, em 19 de outubro de 1582, deu à luz seu filho Dmitry de Uglich. Após a morte do czar em 1584, Nagaya, seu filho e seus irmãos foram enviados para o exílio para Uglitch por Boris Godunov, onde viveu até a morte misteriosa do czarevich Dmitry em 15 de maio de 1591.

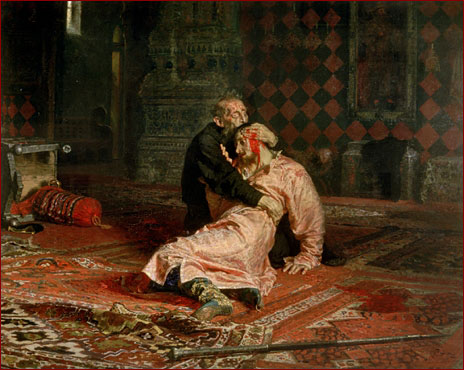
Pintura de Ilya Repin retratando Ivã IV abraçando seu filho, morto num ataque de raiva.

### Filhos

#### Ivã
Em 1581, Ivã bateu em sua nora grávida por usar roupas indecentes, fato que poderia ter causado o aborto. Seu filho primogênito, também chamado Ivã, ao saber disso, envolveu-se num desentendimento violento com o pai. Num acesso de raiva Ivã IV golpeou seu filho na cabeça com um mastro pontiagudo, causando a morte de seu filho. Este evento é retratado na famosa pintura de Ilya Repin, Ivan, o Terrível, e o Seu Filho Ivan em 16 de Novembro de 1581, mais conhecido como Ivã, o Terrível, matando seu filho.

#### Teodoro I
Filho de Ivã e Anastácia Romanova Zacarina foi o último czar russo da dinastia ruríquida, de 1594 a 1598.

### Artes
Ivã foi um talentoso poeta e compositor que apoiou as artes. Seu hino liturgico ortodoxo "Stichiron Número 1. em Honra a São Pedro", e outros fragmentos de sua literatura foram inseridas em músicas pelo compositor soviético Rodion Shchedrin. A gravação foi lançada em 1988, marcando o milênio do cristianismo na Rússia, além de ser o primeiro CD soviético produzido.

### Epístolas
Dmitri Petrowitsch Swjatopolk-Mirski chamava Ivã de "um gênio panfletário". As epístolas atribuídas a ele são obras-primas do jornalismo político passado russo. As epístolas podem conter muitos Textos sagrados e de Padres, além do Eslavo eclesiástico nem sempre correcto, porém estão carregados de ironia cruel, expressa em termos convincentemente claros.
O tirânico descarado e o grande polêmico são encontrados juntos num mesmo instante quando, por exemplo, ele insulta o fugitivo príncipe Kurbsky perguntando: "Se você está tão certo de sua justiça, por que fugir a preferir o martírio em minhas mãos?". O uso destes artifícios foram bem calculados para que conduzissem seus correspondentes à um ataque de fúria. O fragmento de tirano cruel foi elaborado a partir dos relatos duma vítima que escapou durante a tortura, porém Ivã reproduz numa amplitude da imaginação Shakespeariana Estas cartas são, por muitas vezes, a única fonte existente sobre a personalidade de Ivã e fornecem informações cruciais sobre o seu reinado, mas o professor Edward Keenan da Universidade Harvard argumentou que estas cartas seriam falsificações do século XVII. Este argumento, no entanto, não tem sido amplamente aceito e a maioria dos estudiosos, como John Fennell e Ruslan Skrynnikov continuam a argumentar a favor de sua autenticidade. Descobertas recentes de cópias destas cartas datadas do século XVI reforçam os argumentos sobre sua autenticidade.
Além das cartas a Kurbsky, ele escreveu outras cartas satíricas aos homens em seu poder. Uma delas foi escrita ao abade do Mosteiro de Kirillo-Belozersky, onde derrama todo o veneno se sua ironia cruel sobre a vida aética dos boiardos, monges e os exilados por suas ordens. Seu retrato da vida luxuosa na cidadela do ascese é uma obra prima do sarcasmo cortante.[carece de fontes?]

### Morte

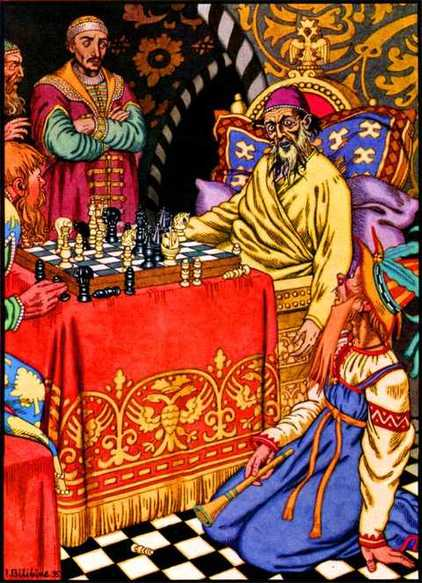
A morte de Ivã, o Terrível, por Ivan Bilibin (1935)

Ivã sofreu um Acidente vascular cerebral enquanto jogava xadrez com Bogdan Belsky e veio a falecer em 28 de Março de 1584. Após a morte de Ivã, o trono russo foi deixado para seu filho do meio Teodoro, que não possuía herdeiros tampouco se encontrava preparado para governar. Teodoro, seu herdeiro, morreu sem filhos em 1598, terminando consigo a dinastia ruríquida e inaugurando o Tempo de Dificuldades.

## Legado
Séculos após a morte de Ivã historiadores desenvolveram diferentes hipóteses para entender melhor seu reinado, que inegavelmente mudou a história da Rússia e continua mudando na imaginação popular. Seu legado político alterou completamente as estruturas governamentais russas, suas políticas econômicas, em uma última análise contribuiu com o fim da dinastia ruríquida, além de seu legado ser encontrado vivo em lugares inesperados. Sem dúvida, o mais importante legado de Ivã pode ser encontrado nas mudanças políticas e geopolíticas promulgadas na Rússia. Nas palavras do historiador Alexander Yanov, "Ivã, o Terrível, e as origens da estrutura política russa moderna [estão]... indissoluvelmente ligados.
A revolução política de Ivã ultrapassou o poder simbólico de seu título, alterando significativamente a estrutura política da Rússia. A criação da Oprichnina que diminuiu o poder dos boiardos buscando criar um governo mais centralizado. "... A revolução do czar Ivã foi uma tentativa de transformar uma estrutura política absolutista num despotismo... a Oprichnina provou ser não só o ponto de partida, mas também o núcleo de autocracia que determinou... todo o processo histórico subsequente na Rússia". Ivã criou uma maneira de contornar o sistema Mestnichestvo e elevar os homens entre a pequena nobreza a posições de poder, suprimindo, assim, a aristocracia que falhou em apoiá-lo. A estrutura dos governos locais foram alteradas para que incluíssem "uma combinação de funcionários nomeados centralmente e eleitos localmente. Apesar de modificações posteriores, esta forma de administração local provou ser funcional e durável. Ivã consolidou com sucesso a autocracia e fez um governo centralizado e, assim, também "um aparato centralizado de controle centralizado, na forma de sua própria guarda. A ideia de uma guarda, como um meio de controle político tornou-se tão arraigada na história da Rússia que pode ser registrada em Pedro I, Vladimir Lenin, que " ... [previu] a autocracia russa como uma encarnação comunista", e Joseph Stalin, que " [inseriu] a polícia política sobre o partido." Yanov conclui que a "invenção monstruosa do czar Ivã [ou seja, a guarda] tem, assim, dominado todo o curso da história da Rússia.

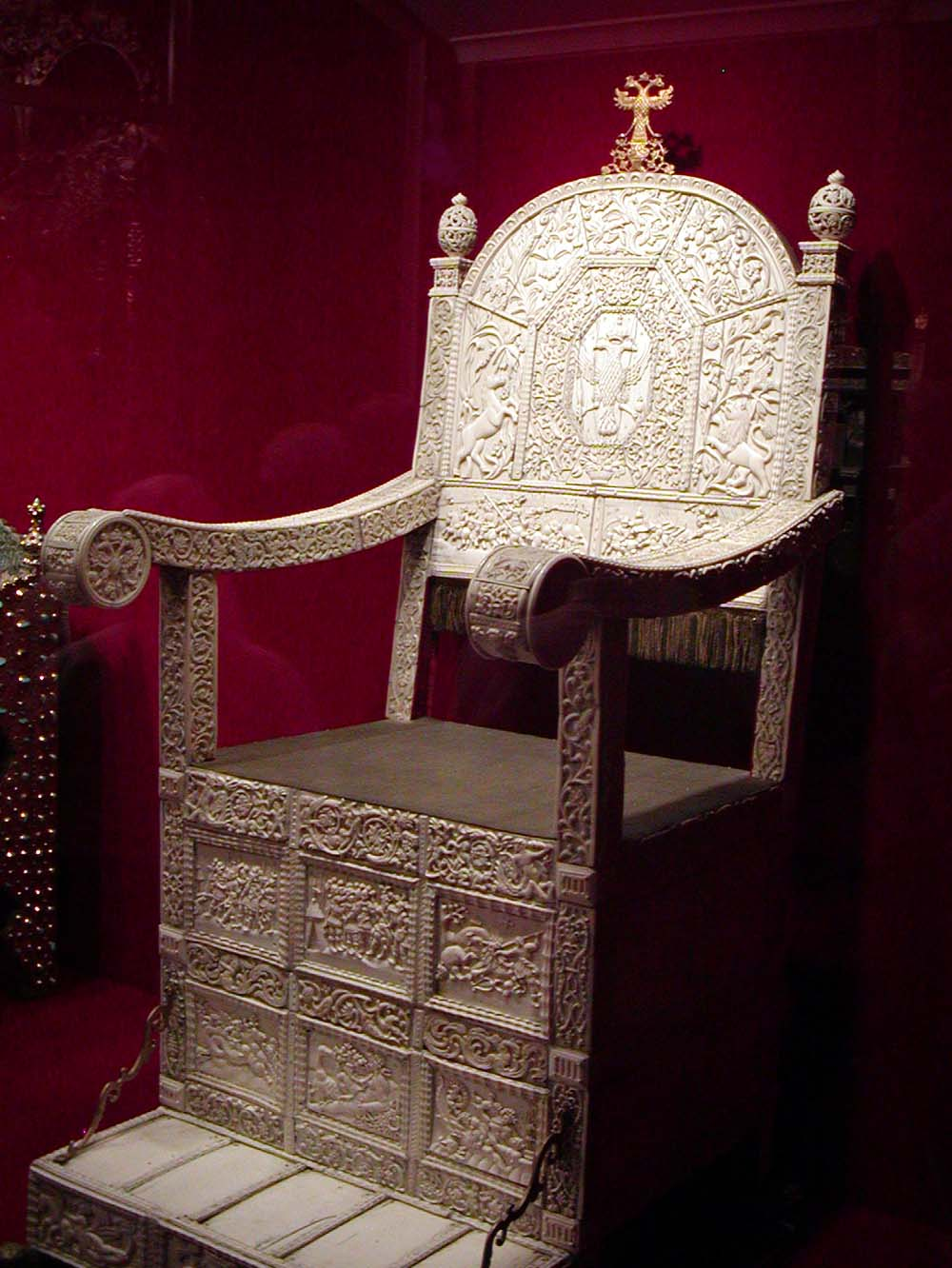
O trono de marfim do czar Ivã IV.

Ivã estabeleceu uma esfera de influência que durou até o século XX, na Polônia, embora sua campanha tenha fracassado, do Cáspio até a Sibéria. Suas conquistas provocaram um conflito com a Turquia, que mais tarde causou sucessivas guerras. As vitórias Russas limitaram o avanço turco dos Balcãs até a região do Mar Negro, embora o expansionismo turco ainda tenha sido um fantasma por toda a Europa Oriental.
Conquistar territórios habitados foi outro dos legados de Ivã: sua relação com a Europa, especialmente através do comércio. Embora o contacto entre a Rússia e a Europa manteve-se pequeno, ele viria a crescer, o que facilitou a permeação dos ideais europeus através da fronteira. Pedro, o Grande viria a impulsionar a Rússia a tornar-se uma potência europeia, e Catarina II manipularia esse poder para fazer da Rússia uma líder dentro a região.
Ao contrário do seu legado político, o legado econômico foi desastroso, fato que contribuiu como declínio da dinastia ruríquida e levou ao tempo de dificuldades. Ivã herdou um governo com dívidas e em um esforço para arrecadar receita instituiu uma série de impostos, porém os gastos nas campanhas militares foram responsáveis pelos crescentes gastos no governo. Pior, sucessivas guerras drenaram tanto recursos, como homens. "Moscou ruiu a partir de seu núcleo, onde suas estruturas políticas dependeram da morte de uma dinastia, com suas fronteiras e aldeias despovoadas e seus campos ociosos."
A revolução política de Ivã também criou uma nova estrutura de governo centralizado, onde as ramificações se estendiam para governos locais. "A presunção e a propaganda vigorosa do czar, bem como as transgressões e mudanças bruscas na política durante a Oprichnina contribuíram com a formação de uma imagem de que o príncipe moscovita prestasse contas apenas a Deus". Consequentemente, os governantes russos subsequentes herdaram o sistema posto em prática por Ivã.
Outro aspecto interessante e inesperado do legado social de Ivã surgiu na Rússia comunista. Num esforço de reviver o orgulho nacionalista, Joseph Stalin tornou-se intimamente associado à imagem de Ivã, o Terrível. Os historiadores enfrentaram grandes dificuldades ao tentar reunir informações sobre Ivã em seus primeiros anos, pois "a precoce historiografia soviética, especialmente na década de 1920 prestou pouca atenção a Ivã IV como estadista". Esta escassez, no entanto não foi surpreendente pois "a tradição intelectual marxista dá maior importância as forças socioeconômicas do que a história política e o papel individual dos indivíduos". Na segunda metade da década de 1930, o método utilizado pelos historiadores soviéticos mudou: passaram a enfatizar muito mais indivíduo e a história tornou-se mais acessível e compreensível. O caminho estava livre para uma ênfase maior nos tais "grandes homens", como Ivã, o Terrível e Pedro, o Grande, impulsionados pelo Estado russo. O foco da União Soviética sobre os grandes líderes reuniram mais informações sobre Ivã IV.
Hoje, há um movimento polêmico na Rússia fazendo campanha a favor da concessão de santidade a Ivã IV. A Igreja Ortodoxa Russa manifestou oposição a tal ideia.

### Cinema e literatura

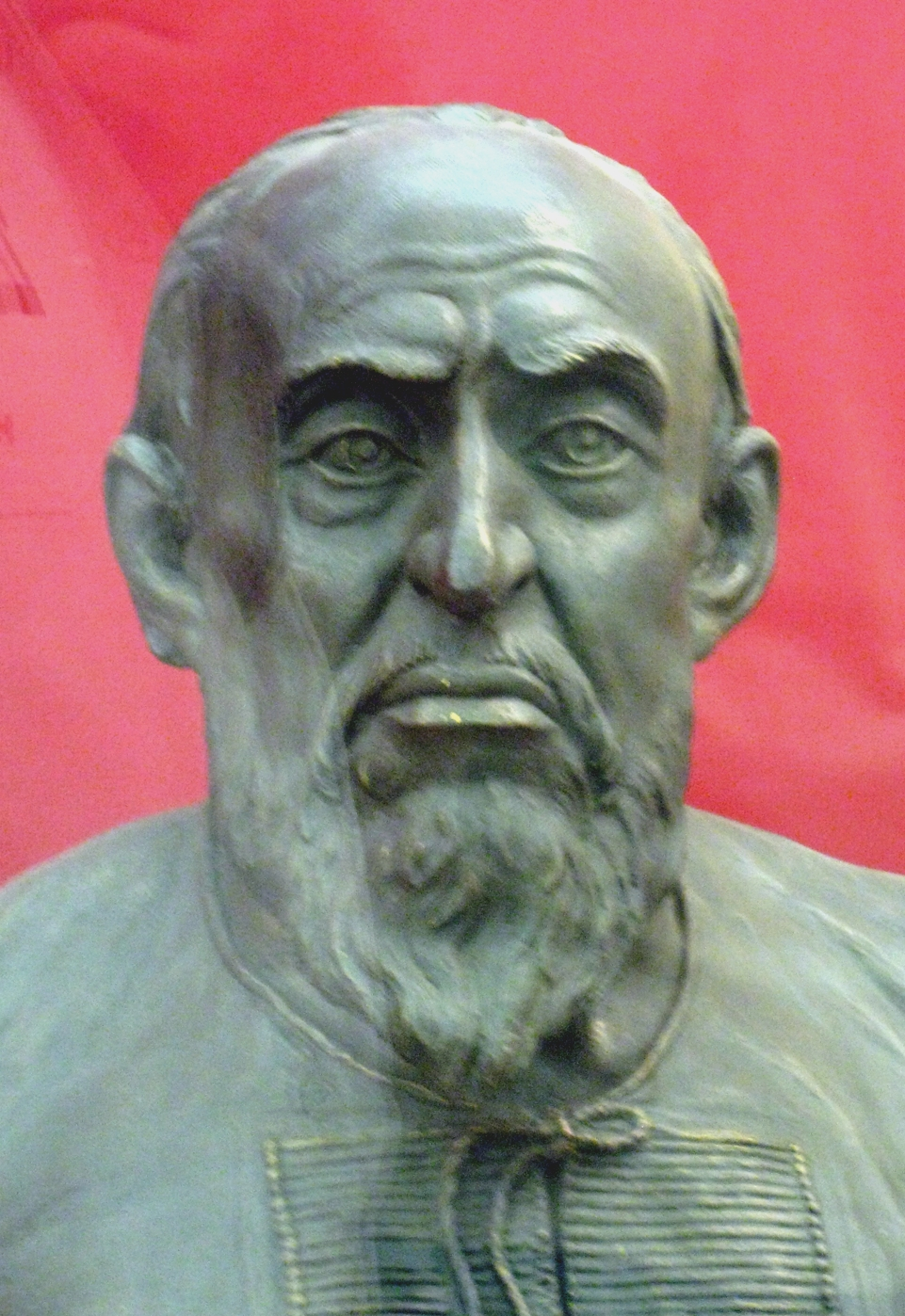
Reconstrução facial forense de Ivã IV, por Mikhail Gerasimov

O cineasta soviético Serguei Eisenstein fez dois filmes baseados na vida do grande czar - Ivã, o Terrível. O primeiro filme, de 1944, exibia os progressos iniciais de Ivã como jovem czar. O segundo, de 1958, apresentava o período cruel na idade madura de Ivã. Um terceiro não chegou a ser concluído.
- Tsar - um filme de drama de 2009 dirigido por Pavel Lungin.
- No filme Uma Noite no Museu 2, Ivã foi interpretado por Christopher Guest.
- No romance Russka, de Edward Rutherfurd.
- Na era soviética, o filme de comédia Ivan Vasilievich: Back to the Future, caracterizado pelo engenheiro Shurik, interpretado por Aleksandr Demyanenko. Shurik inadvertidamente transporta um personagem chamado Ivan Vasilevich Bunsha, interpretado pelo actor russo Yury Yakovlev. Ivã, o Terrível é transportado para a União Soviética em 1973, com Bunsha e Ivã tendo péssimas profissões. A troca consequentemente resulta numa história problemática com cenas hilariantes de alta diversão, em parte, a partir do absurdo de colocar o reconhecido primeiro czar de todas as Rússias num dia de vida na Rússia do século XX. O filme é baseado numa peça do dramaturgo Mikhail Bulgakov e foi um dos filmes mais assistidos na União Soviética em 1973, com mais de 60 milhões de ingressos vendidos.[118]

### Folclore
A imagem criada de Ivã IV da Rússia ao longo do folclore russo é um contraste directo com o que normalmente é descrito dele e seu governo pelos historiadores. Como o folclorista Jack V. Haney afirma, os contos "sobre Ivã IV, conhecido como o Terrível, são especialmente interessantes em que eles retratam o primeiro czar Ortodoxo de todas as Rússias sob uma luz muito diferente da que os historiadores fazem".
Ao estudar uma variedade de contos populares sobre Ivã, o Terrível, podemos ver que, em geral, a imagem deste czar é positiva. Maureen Perrie afirma que "na medida em que ele é o amigo do povo comum, e que o inimigo dos boiardos, ele [Ivã IV] é visto como um "bom czar". Ao criar o czar a ser um amigo dos plebeus ou um inimigo dos boiardos, uma imagem positiva de Ivã IV é representada especialmente por meio do conto popular.
Em 14 de outubro de 2016 o primeiro monumento a Ivã, o Terrível foi inaugurado na cidade de Orel, 350 quilómetros a sul de Moscovo. O caso motivou protestos locais. Trata-se de uma estátua equestre, com o Czar segurando uma espada e uma cruz.